# Elaphrus viridis
Elaphrus viridis is een keversoort uit de familie van de loopkevers (Carabidae). De wetenschappelijke naam van de soort is voor het eerst geldig gepubliceerd in 1878 door George Henry Horn.
De soort komt voor in een klein gebied binnen Californië, de Verenigde Staten. Hij staat op de Rode Lijst van de IUCN als kritiek.